# Bothrops cotiara
Bothrops cotiara este o specie de șerpi din genul Bothrops, familia Viperidae, descrisă de Gomes 1913. Conform Catalogue of Life specia Bothrops cotiara nu are subspecii cunoscute.